# Józef Eliasz
Józef Henryk Eliasz (ur. 19 stycznia 1954 w Inowrocławiu) – polski perkusista, aranżer, bandleader, właściciel Klubu „Eljazz” w Bydgoszczy.  

## Życiorys
Urodził się 19 stycznia 1954 w Inowrocławiu. Jest synem bydgoskiego muzyka i pedagoga Leona Eliasza. W połowie lat 60. XX w. trafił wraz z rodziną do Bydgoszczy, gdzie ojciec otrzymał mieszkanie w tzw. „Filharmoniku” – wieżowcu dla pracowników Filharmonii Pomorskiej. Pierwszą muzyczną edukację pobierał w orkiestrze dętej Technikum Elektronicznego w Bydgoszczy, której założycielem i kapelmistrzem (1969–1995) był jego ojciec. Następnie występował w zespole Edwarda Iwaszkiewicza w „Domu Rzemiosła” (gitara, perkusja). Ukończył Technikum Samochodowe i nie posiadł wykształcenia muzycznego. Jego pasją pozostała jednak muzyka rozrywkowa, której był samoukiem. Przez pewien czas studiował muzykę w Wyższej Szkole Pedagogicznej w Bydgoszczy, a później na wydziale jazzu i muzyki rozrywkowej Akademii Muzycznej w Katowicach.
W 1974 rozpoczął współpracę ze studenckim klubem „Beanus”. Założył grupę jazzową „Bean Jazz”, z którą na festiwalu „Jazz nad Odrą” we Wrocławiu zdobył nagrodę indywidualną jako perkusista. W latach 1978–1980 grał w czołowych formacjach jazzowych Gdańska („Antiquintet”) i Szczecina („Breakwater”). W 1979 współpracował z orkiestrą Polskiego Radia i Telewizji w Poznaniu pod dyr. Zbigniewa Górnego. Począwszy od 1980 odbywał egzotyczne rejsy na luksusowych statkach, podczas których grał w orkiestrach pokładowych. Został bandleaderem kierującym dwoma zespołami.
Po 11 latach przepracowanych za granicą wrócił do Bydgoszczy. Był jednym z założycieli pierwszego bydgoskiego klubu muzycznego nowej generacji „Trytony”. Będąc właścicielem klubu w 1995 zmienił jego nazwę na „Eljazz” i ustalił jazzowy profil muzyczny. Następnie skompletował przy klubie zespół jazzowy pod nazwą „Eljazz Big Band”. Zespół ten uzyskał wiele nagród na krajowych i międzynarodowych festiwalach jazzowych, m.in. zwyciężył na Ogólnopolskim Konkursie Big Bandów w Nowym Tomyślu, na ogólnopolskiej Famie, a w Międzynarodowym Festiwalu Jazzu Tradycyjnego zdobył „Złotą Tarkę”. W prowadzonym przez niego zespole pojawiali się tacy muzycy, jak: Krzysztof Herdzin, Grzegorz Nagórski, Jędrzej Kujawa, Zbigniew Wrombel, Adam Wendt, Bogdan Ciesielski czy Jacek Siciarek.
W klubie Eljazz był inspiratorem wielu koncertów muzycznych oraz festiwali jazzowych, które organizował za pośrednictwem Bydgoskiego Stowarzyszenia Eljazz.
Po 2000 zaangażował się w działalność społeczną na rzecz Bydgoszczy. W latach 2002–2006 był radnym miejskim (wybranym z listy Bydgoskiego Porozumienia Obywatelskiego), działając na polu kultury. Należał do Platformy Obywatelskiej. Bez powodzenia kandydował z jej listy do Sejmu w 2011 i do Parlamentu Europejskiego w 2014. W czerwcu 2014 opuścił partię wraz z grupą działaczy, którzy zapowiedzieli powołanie stowarzyszenia Samorządna Bydgoszcz.
18 stycznia 2024 został odznaczony Brązowym Medalem „Zasłużony Kulturze Gloria Artis”. 
Poza działalnością zawodową jest fanem sportu, czynnie uprawiając siatkówkę i koszykówkę.

## Rodzina
Józef Eliasz jest żonaty (żona Kinga, artysta plastyk, grafik komputerowy w TVP Bydgoszcz). Posiada pięć córek (Joannę, Małgorzatę, Katarzynę, Wiktorię i Kornelię).

## Dyskografia

### Albumy solowe
- 2002: Eljazz Big Band i Lora Szafran – Wspomnienia[4]
- 2004: Los Angeles Trio – Live[4]
- 2010: Los Angeles Trio – Carrisima[4]
- 2011: Józef Eliasz & Eljazz Big Band – In the rhythm of Chopin[4]
- 2013: Bogdan Hołownia, Andrzej Gulczyński, Józef Eliasz – Nikt tylko Ty[4]
- 2016: Józef Eliasz & Eljazz Big Band, Anna Serafińska, Janusz Szrom – Kolędy i pastorałki[4]
- 2018: Eljazz Big Band feat. Mike Stern – After the Catastrophe (Krzysztof Komeda Reimagined)[4][5]
- 2020: Eljazz Big Band, String Orchestra, Karen Edwards, Stanley Breckenridge under the direction of Józef Eliasz – Polish songs[4][6]

### Inne nagrania
Z zespołem Nocna Zmiana Bluesa:
- 1991: Unforgettable Bluesmen
- 1993: Chory na bluesa

Z duetem Wierzcholski, Karolak: 
- 2004: Piątek wieczorem

Z zespołem Antiquintet:
- 2012: Swingujące Trójmiasto: Antykwintet
- 2013: Był Gdańsk (kompilacja)

Z projektem Karolina Kowalczewska & Friends:
- 2014: Chiara

Z zespołem Breakwater:
- 2022: Breakwater (kompletny zbiór nagrań radiowych zespołu z lat 1979-1980)